# Fatshe leno la rona
Fatshe leno la rona este imnul național din Botswana. Muzica și versurile au fost compuse de Kgalemang Tumediso Motsete. A devenit imn oficial după obținerea independenței în 1966.

## Versuri
Fatshe leno la rona
Ke mpho ya Modimo,
Ke boswa jwa borraetsho;
A le nne ka kagiso.
Refren:
Tsogang, tsogang! banna, tsogang!
Emang, basadi, emang, tlhagafalang!
Re kopane le go direla
Lefatshe la rona.
Ina lentle la tumo
La chaba ya Botswana,
Ka kutlwano le kagisano,
E bopagantswe mmogo.